# Azteca adrepens
Azteca adrepens är en myrart som beskrevs av Auguste-Henri Forel 1911. Azteca adrepens ingår i släktet Azteca och familjen myror. Inga underarter finns listade.

## Bildgalleri

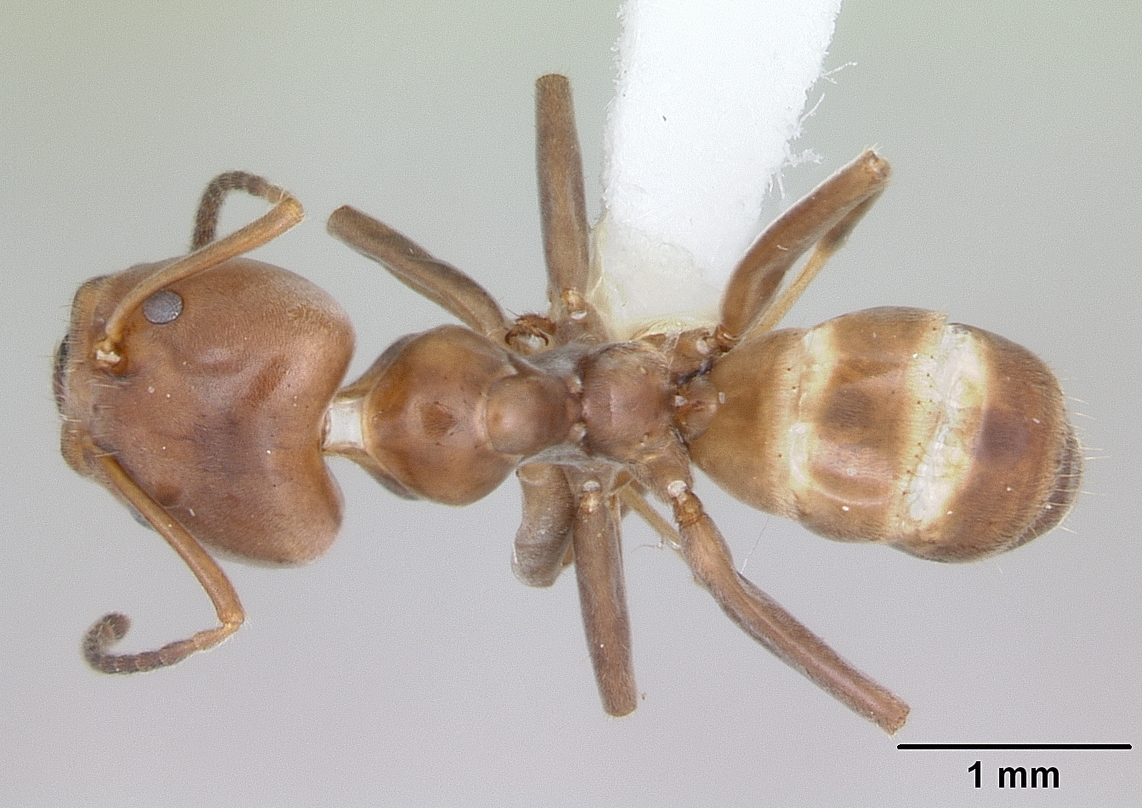
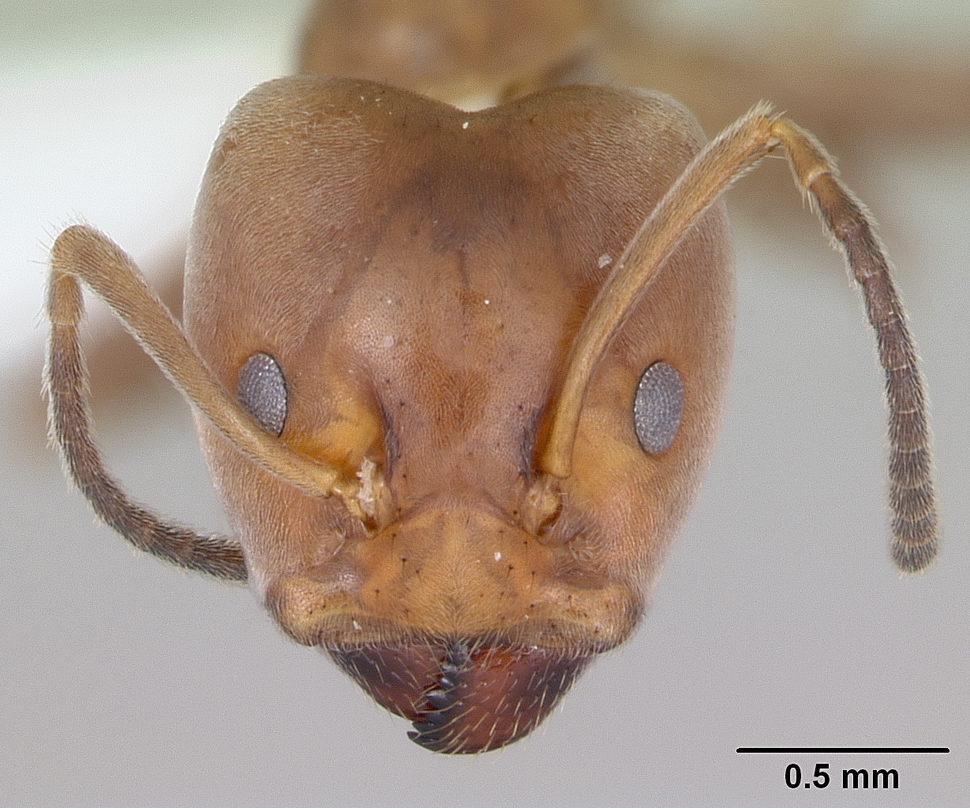
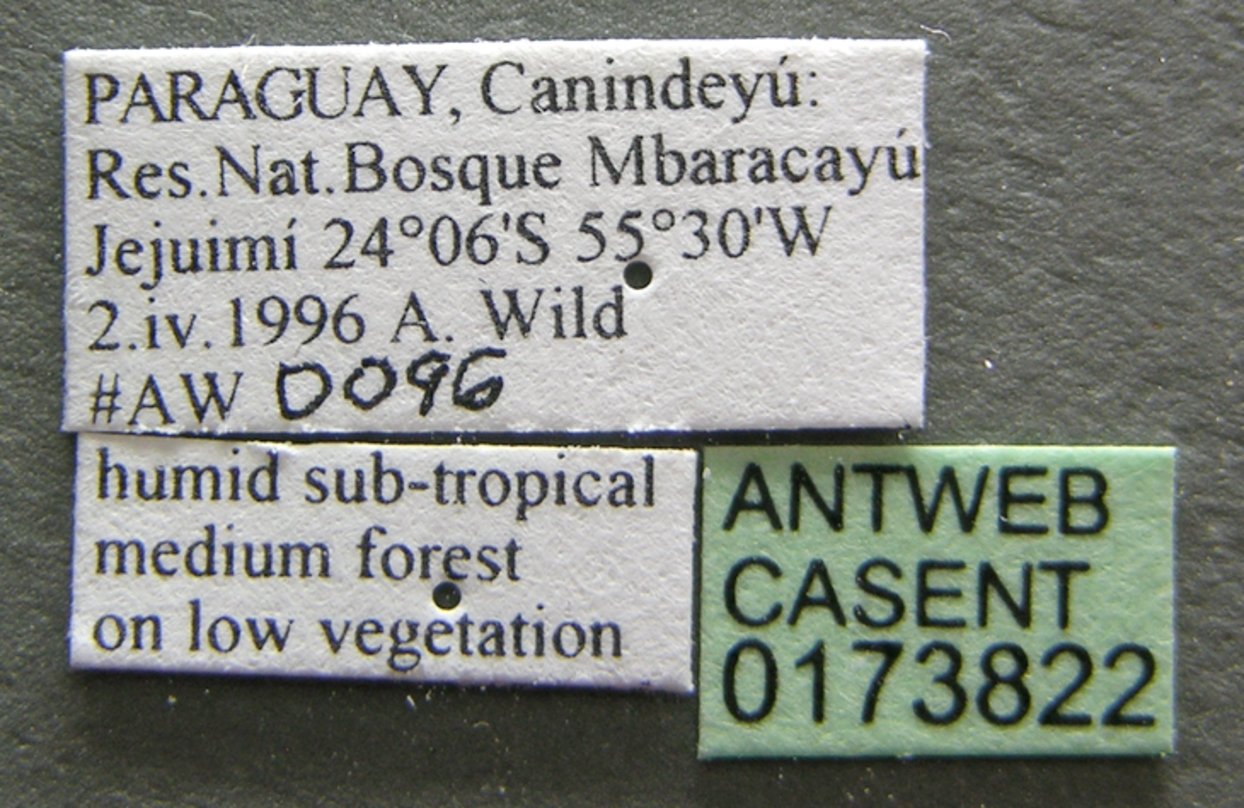
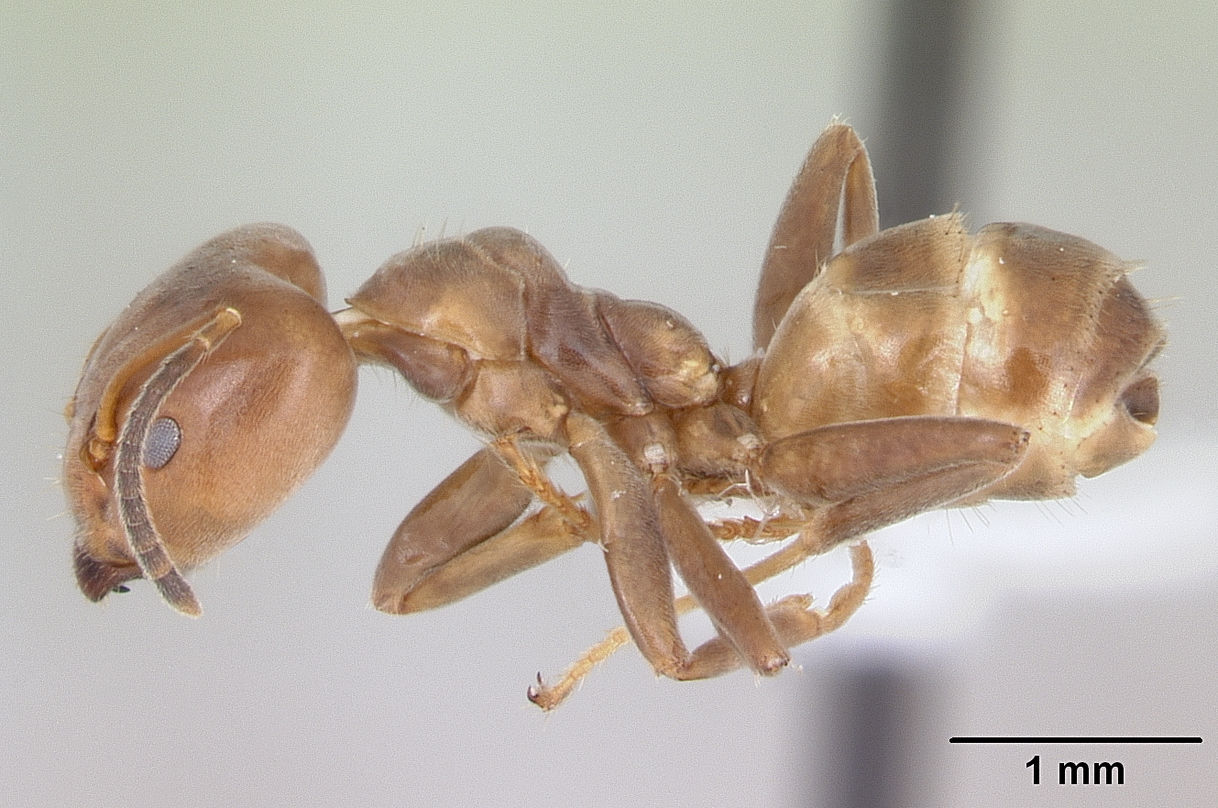
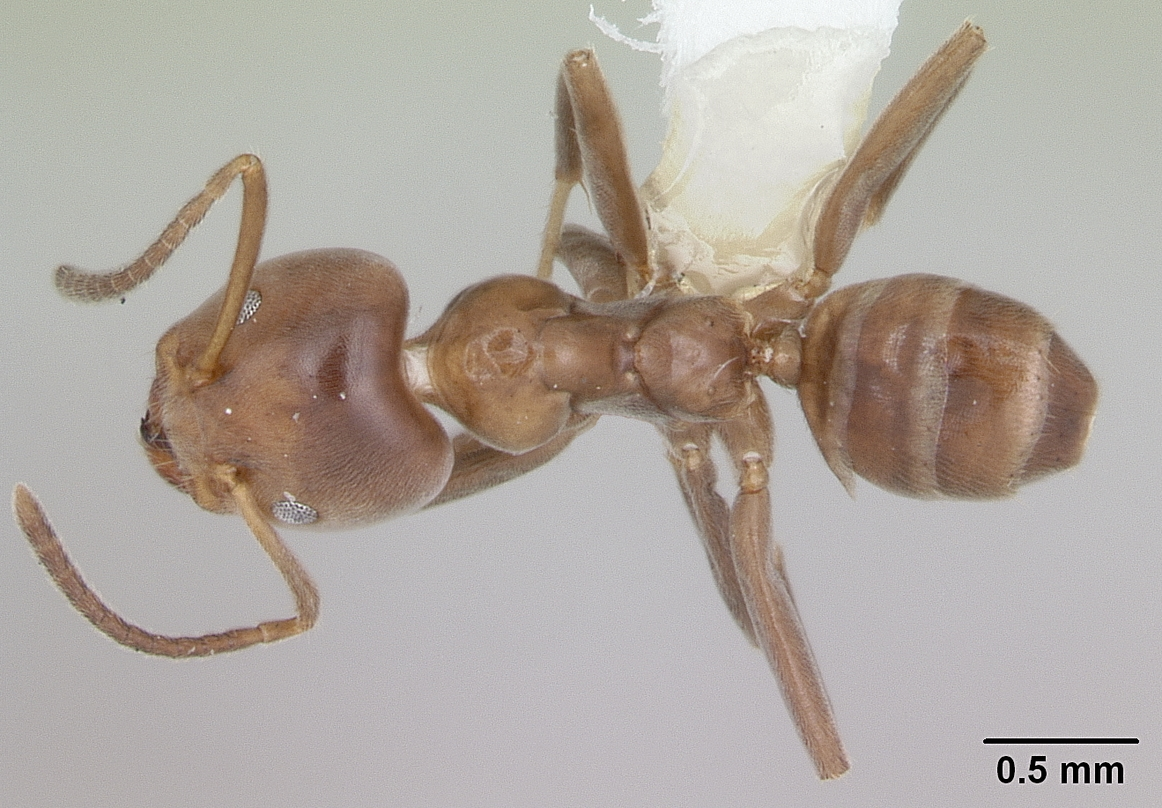
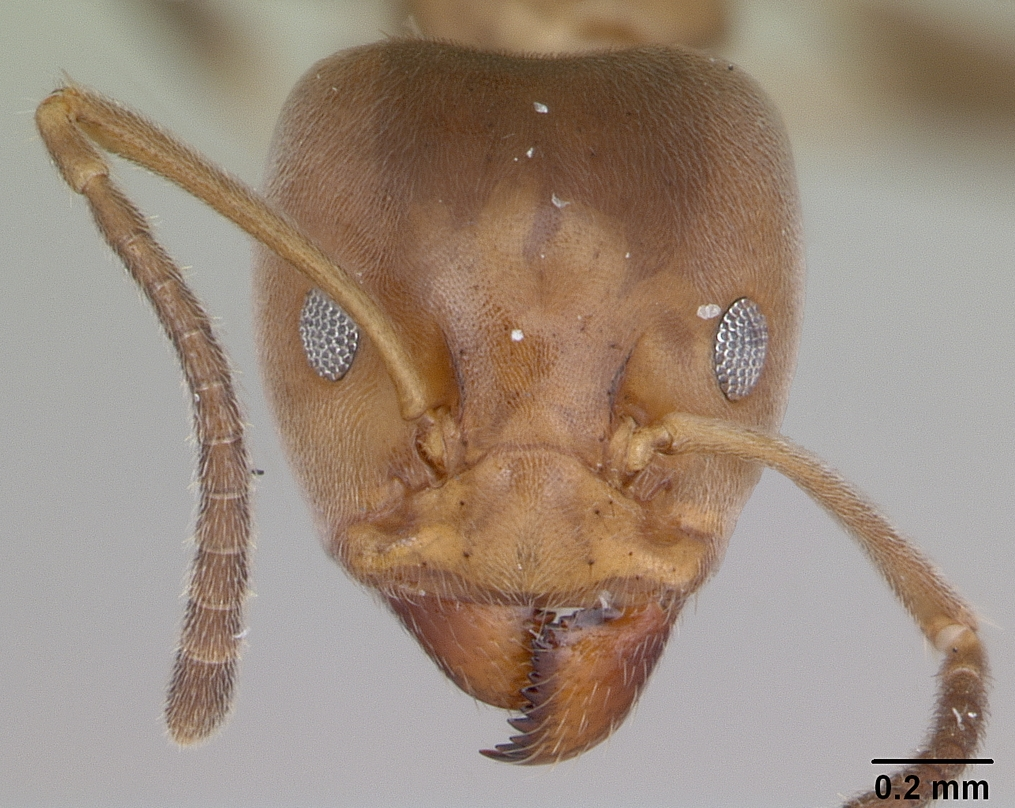